# Грантсвил (Јута)
Грантсвил (енгл. Grantsville) град је у америчкој савезној држави Јута.

## Демографија
По попису из 2010. године број становника је 8.893, што је 2.878 (47,8%) становника више него 2000. године.
| Група             | 2000.         | 2010.         |
| Белци             | 5.623 (93,5%) | 8.208 (92,3%) |
| Афроамериканци    | 5 (0,1%)      | 8 (0,1%)      |
| Азијати           | 13 (0,2%)     | 13 (0,1%)     |
| Хиспаноамериканци | 268 (4,5%)    | 455 (5,1%)    |
| Укупно            | 6.015         | 8.893         |